# Troxerutina
La troxerutina è un flavonolo, in particolare è un idrossietilrutoside.
Viene estratto dalla Styphnolobium japonicum. È utilizzato in campo medico come vasoprotettore in tutte quelle patologie nelle quali si presenta fragilità capillare.